# Jack Otterson
John Edward „Jack“ Otterson (* 25. August 1905 in Pittsburgh, Pennsylvania; † 22. Dezember 1991 in Los Angeles, Kalifornien) war ein US-amerikanischer Artdirector.

## Leben
Otterson machte an der Yale School of Arts den Bachelor of Fine Arts. 1932 nahm er eine Anstellung bei 20th Century Fox an und wechselte 1936 zu Universal Pictures. Dort wurde er zwischen 1937 und 1943 in sieben aufeinander folgenden Jahren für den Oscar nominiert, wobei er 1943 zweifach nominiert war. Er erhielt die Auszeichnung jedoch nie. 1947 wirkte er letztmals an einem Spielfilm mit, danach zog er sich aus dem Filmgeschäft zurück.

## Filmografie (Auswahl)
- 1935: Musik um Mitternacht (Thanks a Million)
- 1935: Zeig’ kein Erbarmen! (Show Them No Mercy!)
- 1936: Magnificent Brute
- 1937: Täglich ausverkauft! (You’re a Sweetheart)
- 1938: Der Teufelskerl (Flirting with Fate)
- 1938: Mad About Music
- 1938: That Certain Age
- 1939: First Love
- 1939: Der Henker von London (Tower of London)
- 1939: Frankensteins Sohn (Son of Frankenstein)
- 1940: The House of the Seven Gables
- 1940: Spring Parade
- 1940: Der Bankdetektiv (The Bank Dick)
- 1940: The Boys from Syracuse
- 1940: Der Unsichtbare kehrt zurück (The Invisible Man Returns)
- 1940: Die unsichtbare Frau (The Invisible Woman)
- 1941: Die Abenteurerin (The Flame of New Orleans)
- 1941: This Woman Is Mine
- 1941: Die ewige Eva (It Started with Eve)
- 1941: Der Wolfsmensch (The Wolf Man)
- 1941: In der Hölle ist der Teufel los! (Hellzapoppin')
- 1942: Saboteure (Saboteur)
- 1942: Arabische Nächte (Arabian Nights)
- 1942: Der unsichtbare Agent (Invisible Agent)
- 1942: Die Freibeuterin (The Spoilers)
- 1942: Frankenstein kehrt wieder (The Ghost of Frankenstein)
- 1942: Die Stimme des Terrors (Sherlock Holmes and the Voice of Terror)
- 1943: Die Geheimwaffe (Sherlock Holmes and the Secret Weapon)
- 1943: Neun Kinder und kein Vater (The Amazing Mrs. Holliday)
- 1946: Rächer der Unterwelt (The Killers)
- 1946: Die Ausreißerin (The Runaround)
- 1947: Die Piraten von Monterey (Pirates of Monterey)
- 1947: Lied des Orients (Song of Scheherazade)
- 1947: Michigan Kid

## Auszeichnungen
- 1937: Oscarnominierung für Magnificent Brute
- 1938: Oscarnominierung für Täglich ausverkauft!
- 1939: Oscarnominierung für Mad About Music
- 1940: Oscarnominierung für First Love
- 1941: Oscarnominierung für The Boys from Syracuse
- 1942: Oscarnominierung für Die Abenteurerin
- 1943: Oscarnominierung für Die Freibeuterin und Arabische Nächte